# Hope Mirrlees
Pour les articles homonymes, voir Mirrlees.
Helen Hope Mirrlees (née le 8 avril 1887 et morte le 1er août 1978) est une poétesse, romancière et traductrice britannique. Elle est connue principalement pour son roman Lud-en-Brume (1926), un roman de fantasy, et pour son poème moderniste Paris : A Poem (1919).

## Biographie
Elle naît le 8 avril 1887 à Chislehurst, dans le Kent, d'une famille bourgeoise et passe la majorité de son enfance en Écosse. Après un détour rapide à la Royal Academy of Dramatic Art, elle commence ses études de grec au Newnham College à Cambridge. Pendant ce séjour, Mirrlees a développé une relation étroite avec Jane Ellen Harrison, professeure dans cette université et linguiste, et devient par la suite la tutrice de Mirrlees. 
Elles vécurent ensemble de 1913 jusqu'en 1928. Bien qu'elles aient partagées leurs temps entre le Royaume-Uni et la France, elles restent à Paris pour les traitements médicaux d'Harrison à partir de 1920. Cependant, leurs voyages les ont également conduites à visiter d'autres pays européens. Toutes deux étudient le russe et Mirrlees obtient son diplôme à l'Institut national des langues et civilisations orientales et commence une carrière de traductrice avec la traduction de The Life of the Archpriest Avvakum, by Himself et de The Book of the Bear : Being Twenty-one Tales newly translated from the Russian.  
Durant sa carrière, elle se lie d'amitié avec William Butler Yeats, T.S. Eliot et Virginia Woolf.  
Hope Mirrlees publie en 1919 Paris : A Poem, un poème moderniste.
Mirrlees publie également trois romans. Madeleine : One of Love's Jansenists, paru en 1919, est un roman historique qui se déroule dans le milieu littéraire des Précieuses au XVIIe siècle. En 1924, Le Choc en retour (The Counterplot) évoque Séville au temps de l'Espagne médiévale. Enfin, en 1926, Lud-en-Brume (Lud-in-the-Mist) est un roman précurseur du genre de la fantasy qui évoque l'immixtion subtile des sortilèges de la Faërie dans une paisible ville imaginaire.
Après la mort d'Harrison, Mirrlees se convertit au catholicisme. En 1948, elle s'installe en Afrique du Sud et y reste jusqu'en 1963, date à laquelle paraît le premier volume de sa "biographie extravagante" de Sir Robert Bruce Cotton. Deux volumes de poésie, Poèmes et Humeurs et Tensions, ont également été publiés en privé. Elle retourne en Angleterre sur la fin de sa vie et y décède à Goring-on-Thames, le 1er août 1978.

## Œuvres

### Romans
- Madeleine : One of Love's Jansenists (1919), un roman à clef.
- Le Choc en retour, 1924 (The Counterplot), première traduction française par Simone Martin-Chauffier chez Plon en 1929[5].
- Lud-en-Brume, 1926 (Lud-in-the-Mist), première traduction française par Julie Petonnet-Vincent aux éditions Callidor en 2015[6].

### Poèmes
- Paris : A Poem, Hogarth Press, 1919 ; Paris: Poème (trad. fr. Louise Moaty), Les Belles Lettres, 80 p., 2021.
- Poems, 1963.
- Moods and Tensions : Poems, 1976.

### Essais
- « Quelques aspects de l’art d’Alexis Mikhailovich Remizov », dans Le Journal de Psychologie Normale et Pathologique, 15 janvier - 15 mars 1926.
- « Listening in to the Past », The Nation & Athenaeum, 11 septembre 1926.
- « The Religion of Women », The Nation & Athenaeum, 28 mai 1927.
- « Gothic Dreams », The Nation & Athenaeum, 3 mars 1928.
- « Bedside Books », Life and Letters, décembre 1928.
- A Fly in Amber : Being an Extravagant Biography of the Romantic Antiquary Sir Robert Bruce Cotton, 1962.

### Traductions
- The life of the Archpriest Avvakum by Himself, 1924, avec Jane Ellen Harrison.
- The Book of the Bear : Being Twenty-one Tales newly translated from the Russian, 1926, avec Jane Harrison et des illustrations de Ray Garnett.

## Distinctions
À sa parution en 2015, la traduction française de Lud-in-the-Mist reçoit le Prix Elbakin.net du meilleur roman étranger.